# Karl Berner (Mediziner)
Karl August Berner (* 6. Mai 1888 in Böblingen; † 17. November 1971) war ein deutscher Mediziner.

## Werdegang
Berner war ab 1945 leitender Arzt der Landesversicherungsanstalt Württemberg und Stellvertreter des Präsidenten. 1951 wurde er mit Führung der Geschäfte beauftragt. Er war zugleich Landesvertrauensarzt in Württemberg-Baden. 
Besondere Erfolge erzielte er beim Ausbau der Tuberkulose-Heilstätten und des ärztlichen Dienstes in der Sozialversicherung.
Berner war Mitglied der Turnerschaft Alt-Württemberg im CC zu Stuttgart.

## Ehrungen
- 1952: Verdienstkreuz am Bande der Bundesrepublik Deutschland[3]
- 1956: Ehrensenatorwürde der Eberhard Karls Universität Tübingen